# Jules Hedeman
Jules Hedeman (Almelo, 22 oktober 1869 – Verdun, 8 juni 1916) was een Nederlands-Frans journalist die wereldwijd bekendheid genoot als chef buitenland bij de Franse krant Le Matin.
Hedeman dient vanaf augustus 1914 achtereenvolgens bij het 19e régiment d'infanterie territoriale, het 90e régiment d'infanterie territoriale en vanaf november 1915 bij het 321e régiment d'infanterie. Op 8 juni 1916 sneuvelt Hedeman in de Slag bij Verdun bij de Franse pogingen om Fort de Vaux te heroveren die op 7 juni 1916 in Duitse handen was gevallen. Zijn dood haalt de kolommen van veel Nederlandse en buitenlandse kranten, waaronder de New York Times.
In het Pantheon in Parijs staat in een lijst van Franse schrijvers, journalisten en andere beroemdheden die op het `Franse veld van eer' zijn gestorven ook zijn naam. 

## Carriere
Zijn journalistieke carrière was rond 1898 begonnen als correspondent in Londen voor de Franse krant Le Siècle. Twente had hij toen al een tijdje verlaten, voor onder andere een verblijf in Zuid-Afrika. Het leiden van de textielfabriek in Almelo laat hij over aan zijn familieleden. In 1890 wordt hij nog wel als medefirmant genoemd, maar in de praktijk is dit niet noemenswaardig. Hedeman ziet niet Almelo maar Europa als zijn woon- en werkgebied. In 1900 maakt hij de overstap van Le Siècle naar Le Matin en door zijn nieuwe functie van chef buitenland is hij vanaf 1906 vaker buiten Parijs dan op de redactie. Hij reist naar waar het internationale nieuws te vinden is en bouwt zo een netwerk op, bestaande uit zowel ministers als regeringsleiders. In Washington gaat hij bijvoorbeeld op bezoek bij president Theodore Roosevelt, als diens opvolger William Howard Taft in 1909. In 1913 bezoekt hij de toenmalige president Thomas Woodrow Wilson om hem te interviewen voor Le Matin.
De grondslag voor zijn faam als journalist wordt gelegd in februari 1904 als hij de primeur heeft van het uitbreken van de Russisch-Japanse oorlog. In hetzelfde jaar onthult hij dat Italiaanse spionnen kennis hebben vergaard over nieuw gebouwde grensforten in Zuid-Frankrijk. Het schandaal schokt Frankrijk en als dank voor de onthulling wordt Hedeman de hoge Franse onderscheiding ridder in het Legion d'Honneur toegekend 

## Eerste Wereldoorlog
In juli 1914 maakt Hedeman als chef buitenlandredactie van Le Matin deel uit van het reisgezelschap van de Franse president Raymond Poincaré. Deze heeft met de tsaar in Sint-Petersburg overleg over de dreigende crisis in Europa, na de dodelijke aanslag op 28 juni in Sarajewo door een Servische extremist op troonopvolger Frans Ferdinand van Oostenrijk-Hongarije. Vervolgens reist Hedeman naar Berlijn om de meningen van diplomaten en regeringskringen van het Duitse keizerrijk te achterhalen. Hij schrijft tot 28 juli (!) - wanneer Oostenrijk-Hongarije het koninkrijk Servië de oorlog verklaart - telkens in zijn analyses van de situatie dat er geen oorlog zal komen. Volgens zijn Franse, Russische en Duitse bronnen zou oorlog ook niet nodig zijn om de Europese crisis tot een oplossing te brengen. Ondanks zijn kennis van zaken, bleek dat Hedeman dit niet juist had. 
Nadat Duitsland op 3 augustus Frankrijk de oorlog had verklaard  moest Hedeman hals over kop Berlijn verlaten omdat hij het risico liep om als Frans staatsburger - in 1911 was hij als Fransman genaturaliseerd - te worden geïnterneerd. 

## Als soldaat naar het front
Op weg naar Parijs heeft hij waarschijnlijk besloten om te stoppen met zijn werk bij Le Matin en soldaat te worden. Volgens de bronnen maakt hij namelijk reeds op 17 augustus als 44-jarige deel uit van de Infanterie Territoriale. Deze troepen, bestaande uit oudere mannen, worden achter het front ingezet voor bewakingsdiensten. Hedeman wil echter naar het front en krijgt dit ook voor elkaar. Daar toont hij grote dapperheid en wordt bevorderd tot vaandeldrager van zijn regiment. Uiteindelijk is hij luitenant-vaandrig als hij op 8 juni 1916 oostelijk van Verdun een aanval leidt bij het gehucht Damloup. De precieze omstandigheden van zijn dood zijn niet bekend, wel dat zijn lijk in een massagraf terecht is gekomen. Tegen een vriend had hij een maand eerder opgemerkt: `Frankrijk is een land, mooi genoeg om er voor te sterven. Ik ben tevreden het mijn leven te geven.'